# 中里克己
中里 克己（なかざと かつみ、1963年 - ）は、日本の実業家。東京海上日動火災保険専務執行役員。

## 人物・経歴
埼玉県出身。埼玉県立春日部高等学校を経て、1985年一橋大学経済学部を卒業し、東京海上火災保険（現東京海上日動火災保険）に入社。営業開発部門に所属するなど、長く営業畑を歩む。
専業営業開発部代理店企画グループ副参事、営業企画部企画グループ担当課長、大阪中央支店次長兼なんば支社長、理事・東京支店長などを経て、2015年には東京海上日動あんしん生命保険執行役員営業企画部長に就任。2016年から同社常務取締役営業企画部長・人事担当役員。
2017年東京海上日動あんしん生命保険代表取締役取締役社長。東京海上ホールディングス取締役兼務。日本銀行のマイナス金利政策が続き厳しい経営環境が続く中、健康増進を促進する保険の販売などを進める。
2022年4月、東京海上日動火災保険専務執行役員。

## 著作
- 「新規開拓と既存顧客は循環するもの」セールスマネジャー / ダイヤモンド・ビジネス企画 編 40(4) 2004-04 p.30～34
- 「生損一体とオリジナルで新たなニーズを掘り起こす」Boss 32(11) (通号 404) 2017-09 p.66-69
- 「次の20年見据えた成長戦略を」週刊東洋経済(6751) (通号 臨増) 2017-10-04 p.108
- 「健康増進や資産形成で革新的な商品を供給する」週刊ダイヤモンド105(17) (通号 4677) 2017 p.51